# Om Sara
Om Sara é um filme de drama produzido na Suécia e lançado em 2005 sob a direção de Othman Karim.